# Eden Gardens
A Kalkuttában található Eden Gardens India legrégebbi és ma is egyik legjelentősebb krikettstadionja. Amellett, hogy különféle formátumban válogatottmérkőzéseket is rendeznek benne, ez az otthona a Kolkata Knight Riders IPL-csapatnak és a bengáli regionális csapatnak is. A Bengáli Krikettszövetség engedélyével akkor is látogatható, amikor nincs benne sportrendezvény.

## Története
A stadiont 1864-ben alapították. Eredetileg Auckland Circus Gardennek nevezték George Eden, Auckland earlje, India kormányzó-tábornoka tiszteletére, később az Eden Gardens nevet kapta az őt körülvevő park után, amelyet szintén a kormányzó családjáról és a bibliai édenkertről neveztek el.
Az első tesztmérkőzést 1934. január 5. és 8. között játszotta benne a házigazda India és a vendég Anglia, az első egynapos nemzetközi mérkőzésen 1987. február 18-án Pakisztánt fogadták, míg az első nemzetközi Húsz20-as mérkőzés 2011. október 29-én volt itt szintén Anglia ellen.

### Nevezetes események
Három egynapos nemzetközi mérkőzésekből álló világbajnokságon (1987, 1996, 2011) is ez a stadion volt az egyik helyszín, sőt 1987-ben a döntőt is itt rendezték. A 2011-es világbajnokság előtt felújították, de mivel előzetesen úgy tűnt, a munkálatok nem fejeződnek be időben, ezért az első ide tervezett mérkőzést egy hónappal a kezdés előtt más helyszínre tették át. Szintén itt volt a 2016-os Húsz20-as világbajnokság több mérkőzése, köztük a döntő.
Több kiemelkedő eredmény is született az Eden Gardensben, például Rohit Sarmá egyetlen egynapos nemzetközi mérkőzés egy játékrészében szerzett 264 futása 2014-ben, ami világrekordot jelentett, illetve V. V. Sz. Laksman 1217 pontja, amit ezen az egyetlen pályán szerzett tesztmérkőzéseken.
A hazai (indiai) szempontból emlékezetes győzelmek közé sorolható például az 1962-es tesztgyőzelem Anglia ellen (a házigazdák előtte 27 éve nem nyertek az angolok ellen), az 1975-ös győzelem a rendkívül erős karibi válogatott ellen, egy 1993-as Dél-Afrika elleni igen szoros győzelem, ami az egyébként ütősként világhírű Szacsin Tendulkar dobásának köszönhetően sikerült, egy nagy fordítás 2001-ben Ausztrália ellen és egy 2005-ös Pakisztán elleni győzelem. 2019 novemberében egy olyan mérkőzést játszottak az Eden Gardensben Banglades ellen, ami egyszerre 5 szempontból is kivételes volt: ez volt India első hazai tesztmeccse, amin bíbor színű labdát alkalmaztak, ez volt a valaha volt legrövidebb végigjátszott teszt Indiában (mindössze 968 érvényes dobás történt), ez volt sorozatban India hetedik tesztgyőzelme (ami csúcsbeállítás), ez volt India első olyan hazai győztes meccse, amin a pörgető dobóik egyetlen kaput sem szereztek, és végül, India világrekordot döntött azzal, hogy sorozatban ez volt a negyedik tesztmérkőzése, amit legalább egy teljes játékrésszel nyert meg.
Érdekesség, hogy nem csak krikettmérkőzéseket rendeztek itt. 1977. szeptember 24-én a világhírű Pelével felálló New York Cosmos labdarúgócsapat lépett pályára itt egy bemutatómérkőzésen a Mohan Bágán AC ellen. Az eredmény 2–2 lett. 1984-ben ez a stadion adott otthont a Nehru Kupának is, ahol többek között a budapesti Vasas is szerepelt.

### Botrányok
Története során több botrányos jelenetnek is helyszíne volt a stadion. 1967-ben egy Karib-térség elleni mérkőzésen özönlöttek be a nézők a pályára (mivel a feketepiacon sokkal több jegy került forgalomba, mint ahányan befértek volna az akkor 80 000-es nézőtérre), majd összecsaptak a rendőrökkel, és az épület egyes részeit fel is gyújtották, Hasonló történt egy néhány évvel későbbi, Ausztrália elleni mérkőzésen is.
1996-ban is nagy botrányra került sor, amikor a világbajnokság elődöntőjében Srí Lanka 251 pontot ért el az első játékrészben, a másodikban pedig Indiának már 8 ütőjátékosa kiesett 120 pontnál. A nézők felháborodásukban üvegeket kezdtek bedobálni a pályára és tüzeket gyújtottak, ezért az elődöntőt lefújták, a győzelmet pedig Srí Lankának ítélték oda.
1999-ben történt, hogy egy Pakisztán elleni tesztmérkőzésen a közönségkedvenc Szacsin Tendulkar India első játékrészében nulla ponttal kiesett (Soeb Ahter dobta ki), a második indiai játékrészben pedig kifutották, de úgy, hogy a harmadik futás közben összeütközött a mezőnyjátékot végző Ahterrel. Bár a semleges szakértők úgy ítélik meg, hogy Ahter nem volt szabálytalan, akkor és ott a közönség annyira felháborodott, hogy üvegekkel és egyéb tárgyakkal dobálták meg Ahtert, amikor elfoglalta mélységi mezőnypozícióját. A játékvezetők ezért, hogy a kedélyek lecsillapodjanak, előrehozták a teaszünetet, így végül a mérkőzést nem kellett végleg lefújni. Amikor azonban a 9. indiai ütős is kiesett, a nézők újra dobálni kezdtek, és tüzeket gyújtottak. A meccs ezért 3 órára megállt, a rendőrség pedig kivezényelte a stadionból a 65 000 nézőt.

## Az épület
A stadion India Nyugat-Bengál államának fővárosában, Kalkuttában, azon belül a Binoj-Bádal-Dines Bág nevű területen található a Gangesz Húgli nevű ágának bal oldalán, a parttól néhány száz méterre. Pályája csaknem szabályos kör alakú, a dobósávok végei észak–északkelet és dél–délnyugat felé irányulnak. A kezdetben 40 000, 1987-re több mint 100 000 fős lelátó a 2010-es évek végén 66 000 férőhelyes volt.
A stadion környezete, amit szintén Eden Gardensnek neveznek, egy nagy park, mahagóni-, mangó- és banyánfákkal, valamint egy háromszintes, vörös és aranysárga színekben tündöklő burmai pagodával.

## Képek

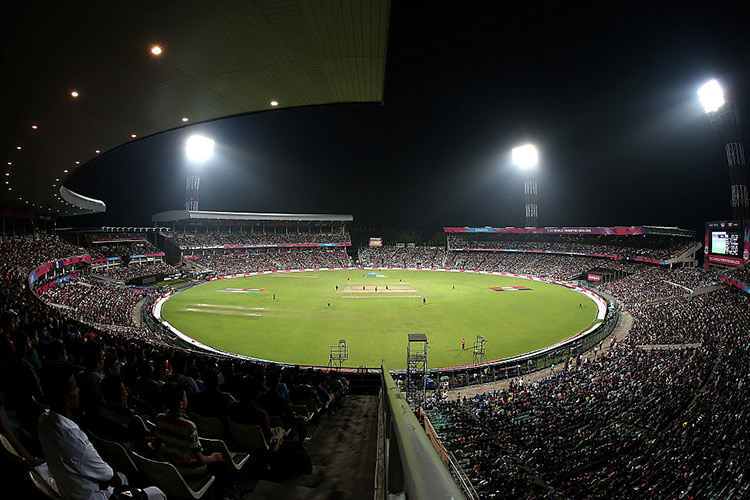
2017-ben egy éjjeli mérkőzésen
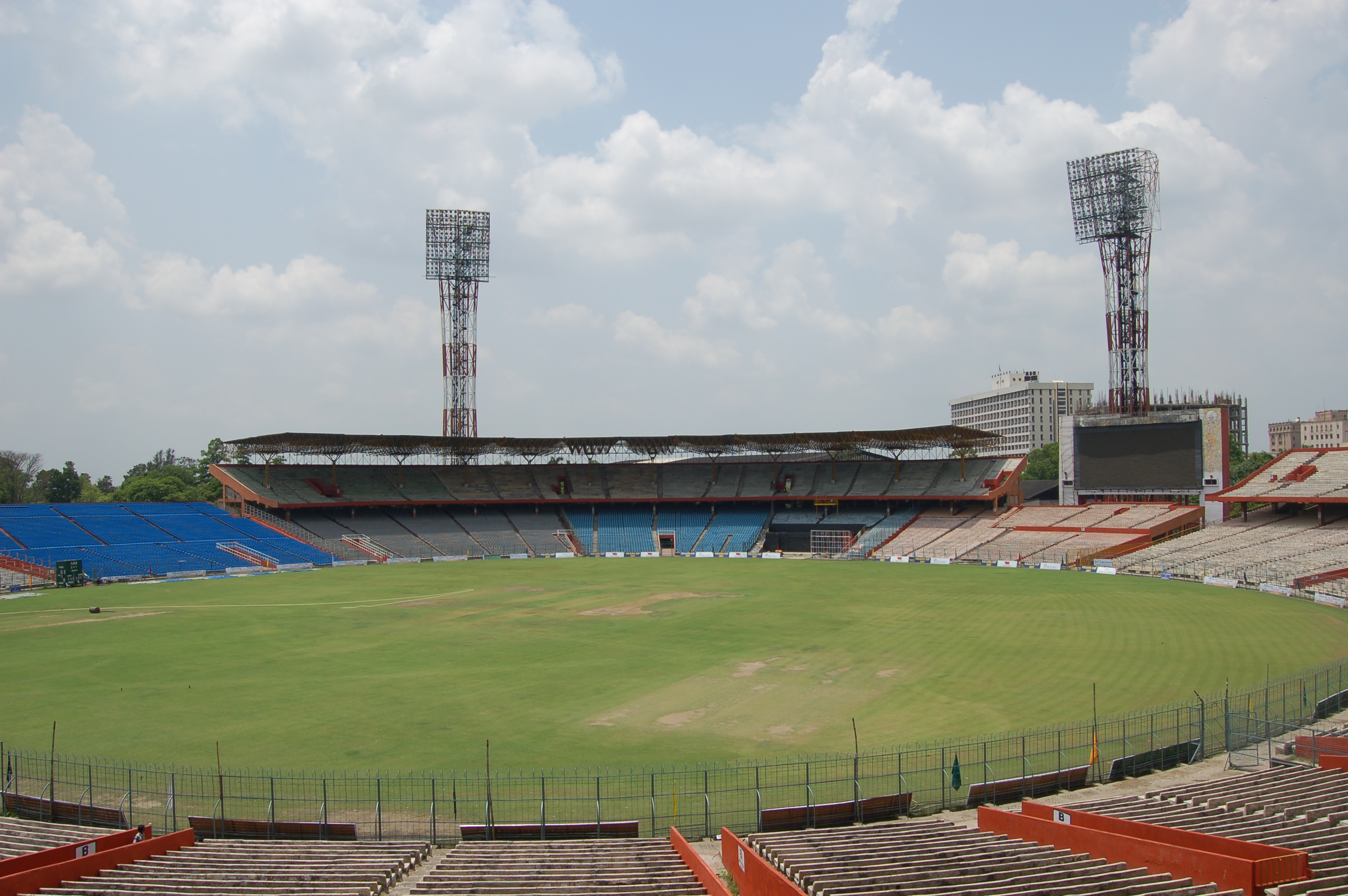
Nappali látkép üresen
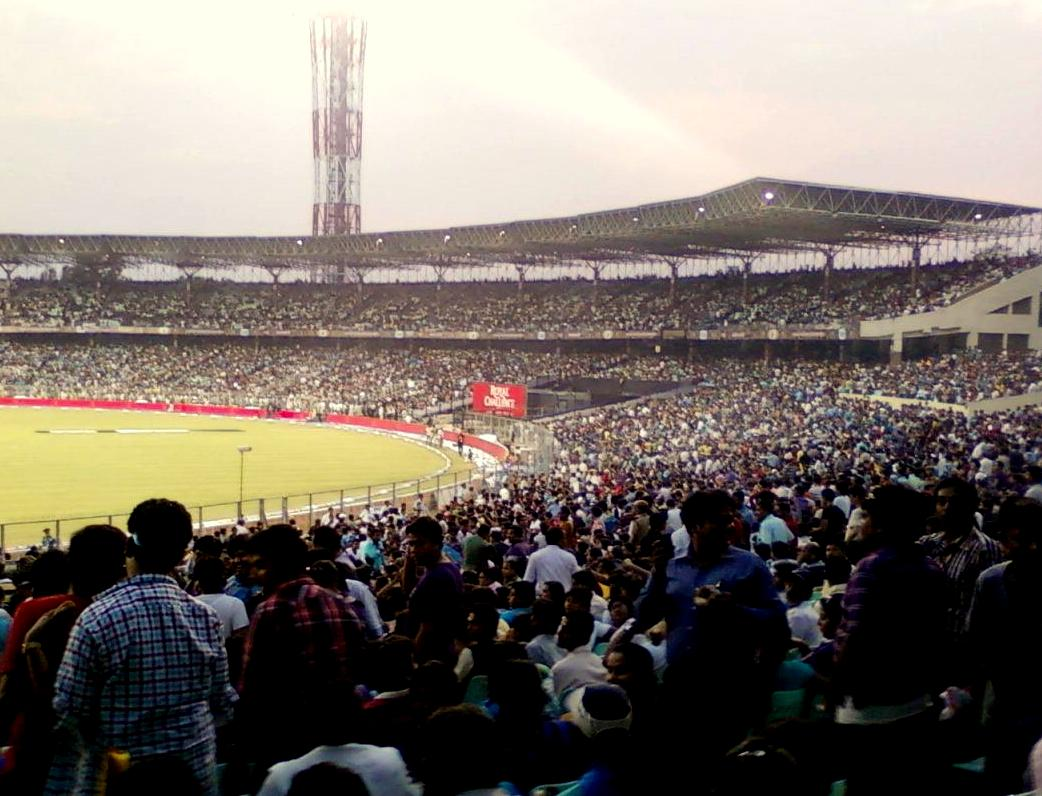
Tömeg a lelátókon
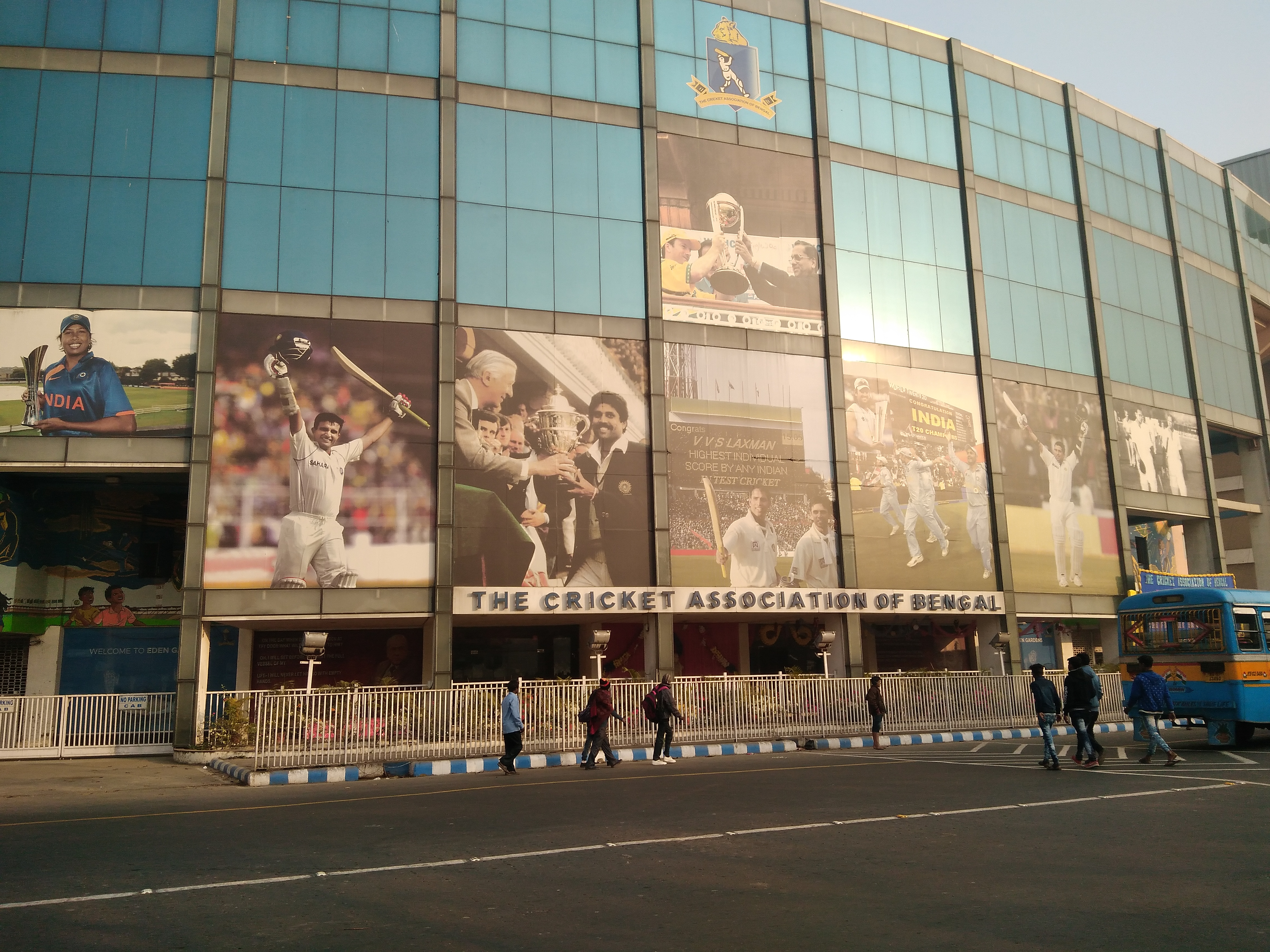
Részlet az utcáról nézve